# ホープ・フォー・ザ・フューチャー
「ホープ・フォー・ザ・フューチャー」（原題：Hope For The Future）は、2014年にポール・マッカートニーが発表した楽曲。

## 概要
本作は、2014年9月11日にソニー・コンピュータエンタテインメント及びアクティビジョンより発売されたテレビゲーム「Destiny」のテーマソングとして書かれ、無償で提供された。コンピューターゲームに曲を提供するのはポールにとって初の試みである。
「地球を侵略者から守る」というゲームのコンセプトを基にして書き上げられ、メモ程度で書かれた曲を作曲家のマーティン・オドネルに送り、それにマーティンがアレンジを付けて送り返すという曲作りが行なわれた。歌詞では単純に「未来へ希望を持つ人々と、その人々に対する激励」を歌われており、ポールは「ゲームを知らない人にも意味や価値のある曲を書かなくてはいけない」とコメントしている。
曲は、「ゲームを離れたところで音楽が独り立ちすることも大事だ」と考えたポールにより、120名のオーケストラがフィーチャーされている。オーケストラの指揮は、プロデューサーのジャイルズ・マーティンが担当した。
ゲームの発売から3ヶ月後、この曲はリミックス・バージョンを加えたEPとして、デジタル配信でリリースされた他、2015年1月13日に、アナログ盤で再リリースされた。それに応じてプロモーション・ビデオも制作された。「ゲーム「ディスティニー」の世界で、ホログラムのポールが歌う」という内容になっている。
ライヴでは2015年の日本公演で初披露された。
2016年に発売されたベスト・アルバム『ピュア・マッカートニー〜オール・タイム・ベスト』で、アルバム初収録となった。

## 収録曲
1. Hope For The Future - Main
2. Hope For The Future - Thrash
3. Hope For The Future - Mirwais Mix
4. Hope For The Future - Beatsession Mix
5. Hope For The Future - Jaded Mix

## 収録アルバム
ホープ・フォー・ザ・フューチャー
- ピュア・マッカートニー〜オール・タイム・ベスト